# 蔵人 (漫画)
『蔵人』（クロード）は、尾瀬あきらによる日本の漫画。『ビッグコミックオリジナル』（小学館）にて2006年1号から2009年20号まで連載された。島根県の酒蔵を舞台とした日本酒造りを題材にしている。

## あらすじ
日系3世のクロード・バターメイカーは、祖先の酒蔵を再建するため、松江の地に降り立ち闘う。

## 登場人物
小野寺せつ（おのでらせつ）
島根県松江市在住の30歳代前半の女性。当初、昼間は出雲大社で巫女のアルバイトをし、夜は実家で母親が切り盛りする居酒屋「あやか」で手伝いをする生活を送っていた。クロードをホームステイさせてからは日本酒の奥深さに没頭し、酒屋やほかの居酒屋へ出向いて銘酒探しをするなど行動的である。宏とは幼なじみで婚約するも別れ、仲の良い友達関係にある。中学英語で出雲弁混じりの発音をした（ONEを「おね」と読んだ）ことで失笑を買い、「おねでら」とあだ名をつけられたため、大の英語嫌いである。
小野寺あやか（おのでらあやか）
せつの母親。居酒屋「あやか」の女将。
クロード・バターメイカー
アメリカ・シアトル出身の青い瞳をした日系3世。日本人の曽祖父は酒蔵の蔵元の弟で、明治時代に日本酒を広めることを目標に渡米したものの、禁酒法に遭い頓挫してしまう。クロードの祖母が最期にクロードへ託した日本酒瓶「神在」の酒蔵を探しに島根に来たが、それは戦時下に無くなっていた。片言の日本語しか話せない（英語で話す時のフキダシは横方向の日本語表記となる）が次第に習得して行く。ビザの関係で長期滞在ができない懸念があったものの、せつと宏の手助けの元、「神在」の酒蔵の再起を目標に岩下本家酒造で酒造りに従事する。単行本2巻14話では日系4世となっている。3世と4世は「観光ビザを長期滞在に変更する難しさ」が異なる。16話で3世であるとの理屈が述べられる。
ジェニファー
クロードの異母妹。
ヘンリー・ジェームス
クロードの父。
岩下宏（いわしたひろ）
岩下本家酒造の跡取りで専務職を務める30歳代の男性。大学を卒業しており、クロードとは英語でコミュニケーションができる。酒蔵の経営・営業を主に担当しており、酒造りは職人任せであったが、クロードやせつの行動に巻き込まれるにつれて自信も酒造りに傾斜していく。せつとは幼なじみで中学時代に酒蔵へ招き入れたこともある。その後婚約関係にあったが解消。しかし未練は持っている。
鉄（てつ）
居酒屋「あやか」に通う常連で、せつからはかなり雑な扱いを受けている。岩下本家主催の「クロードと一緒に生酛を飲む会」開催20分前に生酛が5本入ったP箱をマイクケーブルに躓き、5本中4本割ってしまう。その後、マイクケーブルが故障し会場アナウンスが聞こえないと気付き名誉挽回するが如く大声でアナウンスをするが、専務（岩下宏）からのお客様が驚くからと制止を受け、消沈して別部屋で不貞寝をする。生酛が再度届いた後は専務から声をかけられ再びやる気を取り戻し、最終的に会の一本締めという大役をこなす。
安本卓也（やすもとたくや）
安本酒店店主。安本酒店はこだわりのホンモノの酒を扱う街の酒屋。「売れる酒ではなく売りたい酒をおく」酒屋。取引の相手が居酒屋の場合、素性を明かさず「どんなお店なのか」お客として訪れ厳しい意見を言う。安本の意見でせつは「あやか」での働き方を真剣に考え始めた。宏、クロード、せつと一緒に岩下本家酒造での酒造り、日本の酒文化を考え、彼らを支援する。
安本君江（やすもときみえ）
安本酒店店主の妻。「あやか」のお酒の出し方をアドバイスするなど、卓也とはまた異なった形で居酒屋「あやか」とせつを支援する。単行本巻末の日本酒紹介コーナー「安本酒店にようこそ」の説明員を担当する。単行本第一巻では32歳と称していたが第二巻では28歳（最終コマでは25歳）、第三巻では年齢不詳と自己紹介した。小野寺せつより年上との描写は多い。
川田沙織（かわださおり）
居酒屋「あやか」の常連客である川田社長の娘。「あやか」を手伝いしていたクロードが酒造りに専念する時に代わりとして「あやか」で働くことに。

## 書誌情報
- 尾瀬あきら『蔵人』小学館〈ビッグコミックス〉、全10巻
  1. 2006年10月30日発売、ISBN 978-4091807977
  2. 2006年10月30日発売、ISBN 978-4091807984
  3. 2007年2月28日発売、ISBN 978-4091810663
  4. 2007年8月30日発売、ISBN 978-4091814449
  5. 2007年12月26日発売、ISBN 978-4091815798
  6. 2008年7月30日発売、ISBN 978-4091821263
  7. 2008年12月26日発売、ISBN 978-4091822789
  8. 2009年3月30日発売、ISBN 978-4091824189
  9. 2009年8月28日発売、ISBN 978-4091825896
  10. 2009年9月30日発売、ISBN 978-4091826282